# Longueval (Aisne)
Pour les articles homonymes, voir Longueval (homonymie).
Ne doit pas être confondu avec la commune de Longueval, dans la Somme.
Longueval est une localité de la commune de Les Septvallons, dont elle est le chef-lieu, et une ancienne commune française, située dans le département de l'Aisne en région Hauts-de-France.
Initialement, Longueval a absorbé la commune voisine de Barbonval, le 1er janvier 1971, où cette dernière prend le nom de Longueval-Barbonval. Cette nouvelle entité s'est ensuite regroupé avec 6 autres communes le 1er janvier 2016 pour former la commune des Septvallons.

## Géographie
Longueval, localité des Septvallons, est situé dans le département de l'Aisne en région Hauts-de-France. 
L'ancienne commune avait une superficie de 6,20 km2

## Toponymie
Longueval est attesté sous les formes Longuavallis (1689) ; Longuevalle (1768).

Ce toponyme tire son nom de la situation à l'entrée d'un vallon : longa vallis, « longue vallée », le village est situé au fond d'une large gorge de la vallée de l'Aisne. 

## Histoire
La commune de Longueval a été créée lors de la Révolution française. Le 1er janvier 1971, elle absorbe la commune voisine de Barbonval, à la suite d'un arrêté préfectoral du 7 décembre 1970. La nouvelle entité prend le nom de Longueval-Barbonval. Depuis le 1er janvier 2016, la commune de Longueval-Barbonval est intégrée à celle de Les Septvallons.

## Administration
Jusqu'à sa suppression en 1971, la commune faisait partie du canton de Braine dans le département de l'Aisne. Elle portait le code commune 02439. Elle appartenait aussi à l'arrondissement de Soissons depuis 1801 et au district de Soissons entre 1790 et 1795. La liste des maires de Longueval est :
| Période                                  | Période    | Identité | Étiquette | Qualité |
| ---------------------------------------- | ---------- | -------- | --------- | ------- |
| avant 1874                               | après 1875 | Dulieu   |           |         |
| Les données manquantes sont à compléter. |            |          |           |         |

## Démographie
Jusqu'en 1971, la démographie de Longueval était :
| 1793 | 1800 | 1806 | 1821 | 1831 | 1836 | 1841 | 1846 | 1851 |
| ---- | ---- | ---- | ---- | ---- | ---- | ---- | ---- | ---- |
| 402  | 422  | 460  | 434  | 462  | 458  | 434  | 454  | 474  |

| 1856 | 1861 | 1866 | 1872 | 1876 | 1881 | 1886 | 1891 | 1896 |
| ---- | ---- | ---- | ---- | ---- | ---- | ---- | ---- | ---- |
| 431  | 436  | 477  | 422  | 428  | 395  | 405  | 354  | 325  |

| 1901 | 1906 | 1911 | 1921 | 1926 | 1931 | 1936 | 1946 | 1954 |
| ---- | ---- | ---- | ---- | ---- | ---- | ---- | ---- | ---- |
| 302  | 284  | 281  | 296  | 279  | 224  | 220  | 216  | 262  |

| 1962 | 1968 | - | - | - | - | - | - | - |
| ---- | ---- | - | - | - | - | - | - | - |
| 268  | 299  | - | - | - | - | - | - | - |